# Галица (Констанца)
Галица (рум. Galița) насеље је у Румунији у округу Констанца у општини Остров. Oпштина се налази на надморској висини од 49 m.

## Становништво
Према подацима из 2002. године у насељу је живело 722 становника, од којих су сви румунске националности.